# Trichechus inunguis
El manatí amazónico (Trichechus inunguis) es una especie de sirenio de la familia Trichechidae endémica de Sudamérica. Esta especie se encuentra en el Río Amazonas y sus afluentes, en países como Brasil, Perú, Bolivia, Ecuador, Colombia, Venezuela y en la zona de las Guayanas.  También se encuentra en el Canal de Panamá, donde fue introducido para controlar el crecimiento de la vegetación acuática. 

## Características
Mide hasta 2,8 m; pesa entre 300 y 500 kg. Presenta grandes labios móviles con cerdas rígidas. Y el cuerpo es de color oscuro con manchas blanquecinas en el vientre y pecho. Vive en forma solitaria, a excepción de la época de apareamiento. Se encuentra en estado vulnerable. El dato más curioso de este animal es que en sus aletas no posee uñas, de aquí su nombre científico Trichechus inungis.
Hace poco se ha descubierto una población diferente en el río Aruainho, de aguas claras y rápidas, que puede ser considerada como otra especie, el manatí enano (Trichechus bernhardi) de 1,3 m de largo.[cita requerida]

## Historia natural
Habita en las turbias aguas de curso lento del gran río Amazonas y sus afluentes. Este manatí se alimenta principalmente  de la vegetación de la superficie: hierbas y jacintos acuáticos.
Fue cazado hace años por su piel, grasa y aceite; sin embargo ahora es cazado esporádicamente por los nativos de la amazonía para sacar su aceite.
Es un animal muy tímido, todo lo contrario de su vecino de patio el delfín del Amazonas. Se comunica mediante sonidos de frecuencia corta, perceptibles al oído humano.